# Церква Різдва Пресвятої Богородиці (Височино)
Церква Різдва Пресвятої Богородиці (рос. Церковь Рождества Пресвятой Богородицы) — православний храм у селі Височино Ростовської області; Ростовська і Новочеркаська єпархія, Азовське благочиння.
Адреса: 346744, Ростовська область, Азовський район, село Височино, вулиця Паркова, 2. Є об'єктом культурної спадщини.

## Історія
Кам'яний однопрестольний храм, освячений на честь Різдва Пресвятої Богородиці, у селі Височино побудований у 1879 році. Мав дзвіницю, територія була огороджена кованим парканом.
Церква пережила Жовтневу революцію і Громадянську війну, але в 1930-ті роки богослужіння були припинені, а будівля використовувалась як складське приміщення. Пізніше з храмі були зняті купол і хрести, зруйновані іконостас, амвон і кліроси. Також була знищена дзвіниця. Тимчасово церква працювала під час окупації села німцями. Остаточно закрита в 1959 році і занедбана.
Після розпаду СРСР храм вирішено було відновити. Ремонтні роботи тривають і в даний час. Упорядковується територія навколо храму, побудовані дзвіниця і нова недільна школа.
Настоятель Церкви Різдва Пресвятої Богородиці — ієрей Святослав Вікторович Баденков.